# Трофимовка (Владимирская область)
Трофимовка — деревня в Судогодском районе Владимирской области России, входит в состав Лавровского сельского поселения.

## География
Деревня расположена на берегу реки Клязьма в 25 км на север от центра поселения деревни Лаврово и в 29 км на север от райцентра города Судогда.

## История
В XIX — первой четверти XX века деревня входила в состав Даниловской волости Судогодского уезда, с 1926 года — в составе Второвской волости Владимирского уезда. В 1859 году в деревне числилось 8 дворов, в 1905 году — 28 дворов, в 1926 году — 23 хозяйств.
С 1929 года деревня входила в состав Мичуринского сельсовета Судогодского района, с 1940 года — в составе Даниловского сельсовета, с 1959 года — в составе Чамеревского сельсовета, с 2005 года — в составе Лавровского сельского поселения.

## Население
| 1859 | 1905 | 1926 |
| ---- | ---- | ---- |
| 99   | 140  | 106  |

| 1859 | 1905 | 1926 | 2002 | 2010 | 2021 |
| ---- | ---- | ---- | ---- | ---- | ---- |
| 99   | ↗140 | ↘106 | ↘23  | ↘11  | ↗25  |